# Air Liquide
Az Air Liquide egy nemzetközi körű francia ipari csoport, amely ipari, egészségügyi, környezetvédelmi és kutatási gázokra szakosodott. A világ nyolcvan országában van jelen, és több mint 3,6 millió ügyfelet és beteget szolgál ki. Az Air Liquide csoport szerepel a párizsi tőzsdén, illetve a CAC 40 index, az Euro Stoxx 50 és az FTSE4Good összetételében.